# Балаганский, Олег Александрович
Олег Александрович Балаганский — советский военный деятель, генерал-майор.

## Биография
Родился в 1920 году в Кемерове. Член КПСС.
Окончил Вольское ВАТУ, 21-ю ВАШПОЛ, Руставскую ВАШЛ, Военно-воздушную Академию.
Участник Великой Отечественной войны: младший авиатехник 210-го скоростного бомбардировочного авиационного полка, авиамеханик 298-го истребительного авиационного полка
В 1944—1957 годах — летчик-инструктор Руставской ВАШЛ, летчик в строевых частях ВВС.
В 1960—1965 годах — командир авиационного полка, авиационной дивизии.
В 1965—1967 годах — заместитель, в 1967—1970 годах — первый заместитель командующего, в 1970—1972 годах — командующий 1-й особой Краснознамённой воздушной армией.
В 1972—1973 годах — командующий ВВС Сибирского военного округа.
В 1973—1977 годах — представитель Главного военного командования Объединённых Вооруженных Сил при командующем воздушной армии в Чехословакии.
Заслуженный военный лётчик СССР.
Умер в 1977 году.

## Награды
- Орден Красной Звезды (трижды)
- Орден За службу Родине в Вооружённых Силах СССР 3 степени